# اورال، قزاقستان
اورال (به قزاقی: Орал، ورال) شهری در استان قزاقستان غربی کشور قزاقستان است که در سرشماری سال ۲۰۰۸ میلادی، ۲۵۵۴۸۹ نفر جمعیت داشته‌است و از سال ۱۶۱۳ میلادی به‌عنوان شهر شناخته می‌شده‌است.

## نگارخانه

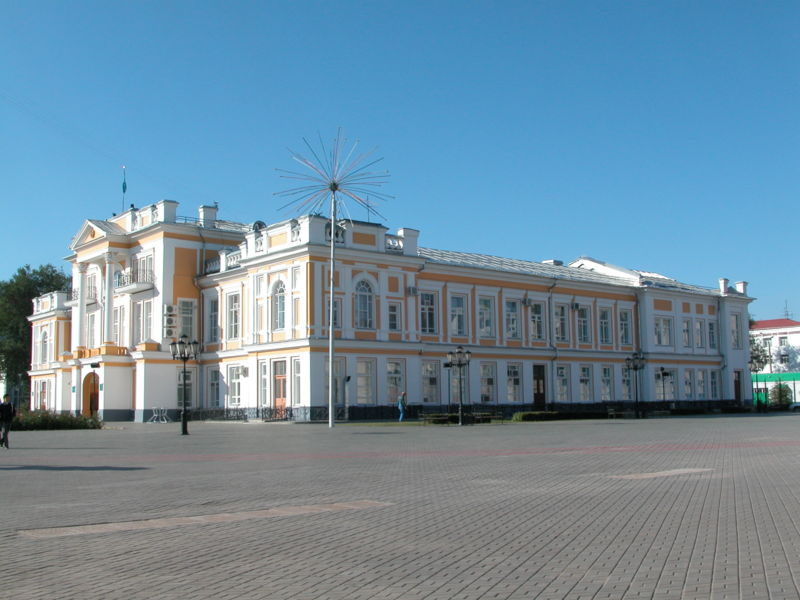